# Popotla (estación)
Popotla es una de las estaciones que forman parte del Metro de Ciudad de México, perteneciente a la Línea 2. Se ubica al poniente de la Ciudad de México, en la alcaldía Miguel Hidalgo.

## Información general

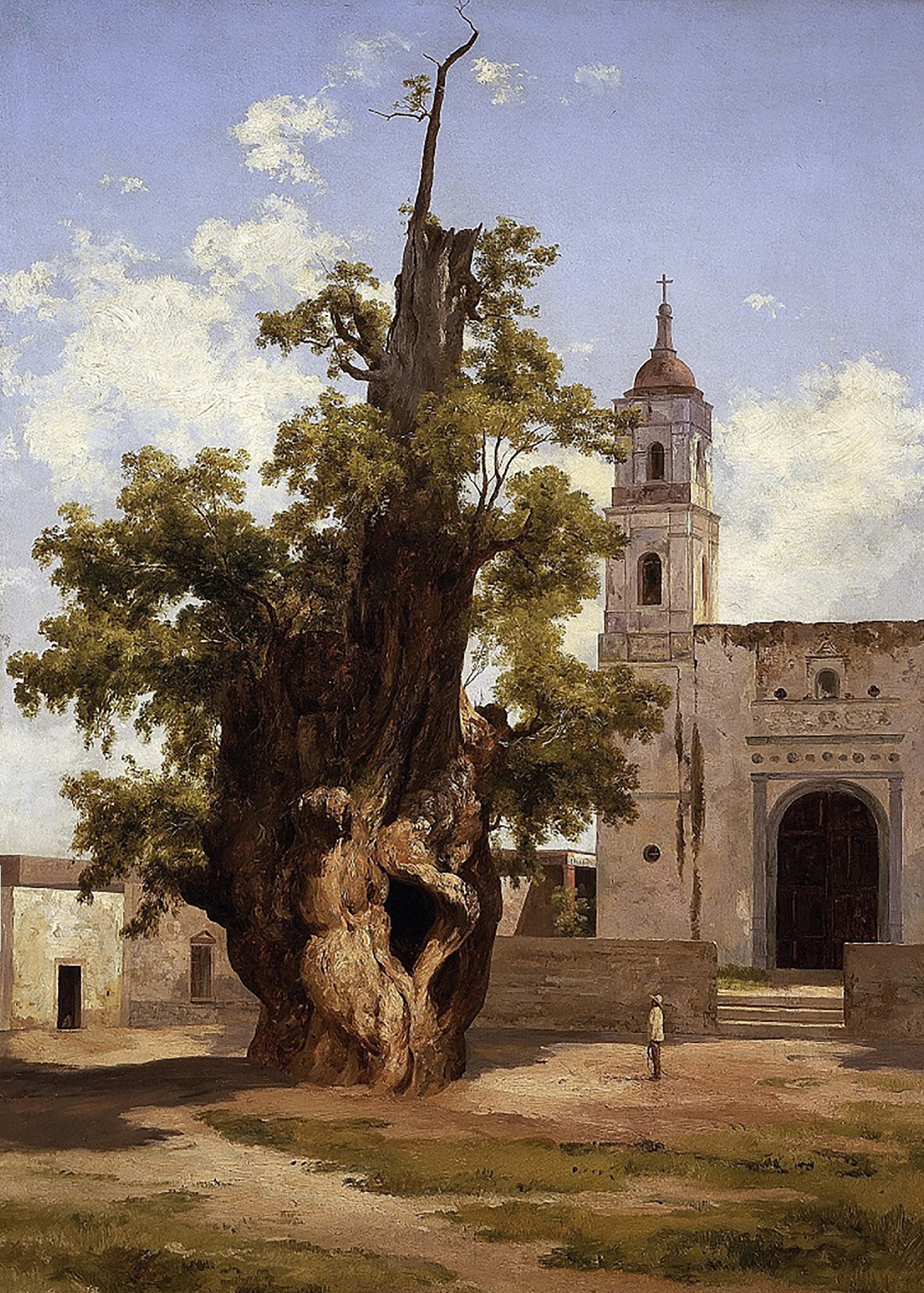
Ahuehuete de La Noche Triste, pintura de José María Velasco.

El isotipo de la estación representa el ahuehuete conocido como Árbol de la Noche Triste donde, según la leyenda, Hernán Cortés lloró su derrota ante los mexicas. Su nombre hace referencia a un poblado ubicado sobre la calzada que llevaba de Tenochtitlan a Tlacopan, en cuyas cercanías se registró la batalla de la "Noche Triste". La leyenda cuenta que el conquistador español Hernán Cortés descansó en este lugar después de perder la batalla, y que se detuvo a llorar debajo de un ahuehuete. Ese árbol es el que está representado en el logotipo de la estación. Después de varios incendios, (el último en 1980) ahora sólo quedan sus restos.
Cerca de esta estación se encuentra el Deportivo Plan Sexenal, una de las instalaciones deportivas más completas de la ciudad.

### Afluencia
En 2014 la estación presentó una afluencia promedio anual de 8,815 personas.
| Tipo de día   | Afluencia promedio |
| ------------- | ------------------ |
| Día laboral   | 9,959              |
| Fin de semana | 6,491              |
| Día festivo   | 3,635              |
| Total anual   | 8,815              |

La siguiente tabla muestra la afluencia de la estación en los últimos 10 años:
| Afluencia Anual de Pasajeros | Afluencia Anual de Pasajeros | Afluencia Anual de Pasajeros | Afluencia Anual de Pasajeros | Afluencia Anual de Pasajeros | Afluencia Anual de Pasajeros |
| ---------------------------- | ---------------------------- | ---------------------------- | ---------------------------- | ---------------------------- | ---------------------------- |
| Año                          | Afluencia                    | A Diario                     | Ranking                      | Incremento                   | Ref.                         |
| 2024                         | -                            | -                            | -                            | -                            |                              |
| 2023                         | 2,804,236                    | 7,682                        | 136°/187                     | +12.85%                      | [ 3 ]                        |
| 2022                         | 2,484,958                    | 6,808                        | 140°/175                     | +78.75%                      | [ 4 ]                        |
| 2021                         | 1,390,202                    | 3,808                        | 159°/195                     | -3.38%                       | [ 5 ]                        |
| 2020                         | 1,438,795                    | 3,931                        | 172°/195                     | -60.58%                      | [ 6 ]                        |
| 2019                         | 3,650,212                    | 10,000                       | 154°/195                     | -0.80%                       | [ 7 ]                        |
| 2018                         | 3,679,693                    | 10,081                       | 153°/195                     | +0.20%                       | [ 8 ]                        |
| 2017                         | 3,672,167                    | 10,060                       | 150°/195                     | -2.49%                       | [ 9 ]                        |
| 2016                         | 3,766,005                    | 10,289                       | 147°/195                     | -2.36%                       | [ 10 ]                       |
| 2015                         | 3,857,093                    | 10,567                       | 135°/195                     | +3.41%                       | [ 11 ]                       |

## Conectividad

### Salidas
- Calzada México-Tacuba esquina con calle Colegio Militar, Colonia Popotla.
- Calzada México-Tacuba esquina con Callejón de la Zanja, Colonia Nextitla.

### Conexiones
Existen conexiones con las estaciones y paradas de diversos sistemas de transporte:
- Algunas rutas de la RTP.